# Куяган (река)
Куяган — река в России, протекает по Алтайскому краю. Устье реки находится в 164 км по левому берегу реки Песчаная. Длина реки составляет 17 км.
У места впадения реки в реку Песчаную расположено село Куяган.

## Данные водного реестра
По данным государственного водного реестра России относится к Верхнеобскому бассейновому округу, водохозяйственный участок реки — Обь от слияния рек Бия и Катунь до города Барнаул, без реки Алей, речной подбассейн реки — бассейны притоков (Верхней) Оби до впадения Томи. Речной бассейн реки — (Верхняя) Обь до впадения Иртыша.